# Stachyocera izquierdoi
Stachyocera izquierdoi är en fjärilsart som beskrevs av Emilio Ureta 1957. Stachyocera izquierdoi ingår i släktet Stachyocera och familjen rotfjärilar. Inga underarter finns listade i Catalogue of Life.